# Nitrate de mercure(I)
Le nitrate de mercure(I) est un sel de mercure et d'acide nitrique de formule chimique Hg2(NO3)2. Il se présente sous la forme d'un solide jaune utilisé comme précurseur de complexes de Hg22+. La structure du dihydrate Hg2(NO3)2·2H2O a été établie par cristallographie aux rayons X ; elle consiste en un centre [H2O−Hg−Hg−OH2]2+, avec une longueur de liaison Hg−Hg de 254 pm.

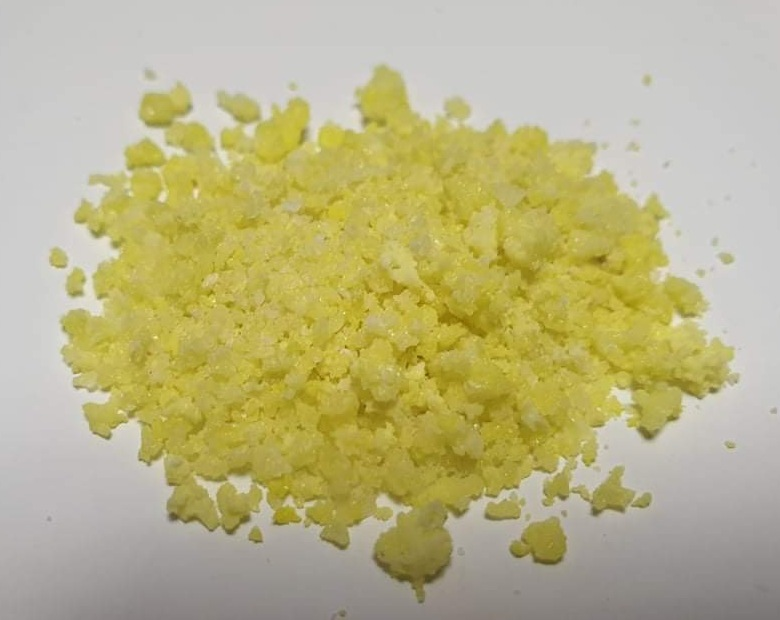
Dihydrate de nitrate de mercure(I).

On peut en préparer le dihydrate en dissolvant à froid du mercure élémentaire dans de l'acide nitrique dilué (l'acide nitrique concentré donne du nitrate de mercure(II) Hg(NO3)2) et en cristallisant le sel par concentration ménagée :
2 Hg + 2 HNO3 ⟶ Hg2(NO3)2 + H2↑ ;
Hg2(NO3)2 + 2 H2O ⟶ Hg2(NO3)2⋅2H2O↓.
Le nitrate de mercure(I) est un réducteur qui s'oxyde au contact de l'air. Le nitrate mercurique Hg(NO3)2 réagit avec le mercure élémentaire pour former du nitrate mercureux Hg2(NO3)2 par médiamutation :
Hg(NO3)2 + Hg  {\displaystyle \rightleftharpoons }  Hg2(NO3)2.
Les solutions aqueuses de nitrate de mercure(I) sont acides en raison de la réaction lente avec l'eau :
Hg2(NO3)2 + H2O  {\displaystyle \rightleftharpoons }  Hg2(NO3)(OH) + HNO3.
Hg2(NO3)(OH) forme un précipité jaune. Le fait de porter la solution à ébullition ou de l'exposer à la lumière déclenche la dismutation du nitrate de mercure(I) en nitrate de mercure(II) et mercure élémentaire :
Hg2(NO3)2  {\displaystyle \rightleftharpoons }  Hg(NO3)2 + Hg.